# Дадли, Эндрю
Э́ндрю Да́дли (англ. Andrew Dudley; ок. 1507—1559) — английский военный деятель, придворный и дипломат.
Эндрю был младшим братом Джона Дадли, герцога Нортумберленда, служил во флоте при короле Генрихе VIII, а также при дворе Эдуарда VI. В 1547—1548 годах он был адмиралом северного флота и участвовал в войне с Шотландией, названной «Грубые ухаживания», и командовал английским гарнизоном замка Броти. В конце 1551 года Эндрю стал капитаном крепости Гин в Кале. Там он ввязался в спор с лордом-заместителем Кале, который закончился только тогда, когда оба мужчины были сняты с постов в октябре 1552 года.
В октябре 1549 года Эндрю Дадли стал одним из джентльменов личных покоев короля Эдуарда VI и позднее стал хранителем Вестминстерского дворца, где отвечал за королевский гардероб и личную казну короля. В начале 1553 года Эндрю отправился с дипломатической миссией к императору Карлу V, чтобы предложить мирные переговоры между Францией и Империей. В июне 1553 года Эндрю обручился с кузиной короля Маргарет Клиффорд; с восшествием на престол Марии I помолвка была аннулирована, а 19 августа 1553 года Эндрю и вовсе был приговорён к смерти за участие в попытке его брата посадить на трон леди Джейн Грей. Эндрю был освобождён из Тауэра в 1555 году и оставался в Лондоне до своей смерти в 1559 году.

## Происхождение и начало карьеры
Эндрю Дадли родился приблизительно в 1507 году и был вторым из троих сыновей советника короля Генриха VII Тюдора и бывшего спикера палаты общин Эдмунда Дадли и его второй жены Элизабет Грей, дочери Эдуарда Грея, 1-го виконта Лайла, и Элизабет Толбот. По отцу Эндрю принадлежал к семейству Дадли, чья родословная восходит к роду Роланда из Саттона, сына Харви, который унаследовал ленные владения и подати с Саттона как потомок одного из бретонских завоевателей, последователей Алена Рыжего. В начале XIV века семейство Саттонов, чьим потомком по отцу был Эндрю, получило титул барона Дадли. Через свою мать Эндрю был потомком героев Столетней войны Ричарда де Бошана, графа Уорика, и Джона Талбота, графа Шрусбери.
Отец Эндрю был казнён по обвинению в государственной измене по приказу короля Генриха VIII в 1510 году, когда мальчику было около трёх лет. Эндрю воспитывался вместе с братьями Джоном и Джеромом; кроме того, у него была старшая единокровная сестра Элизабет, которая стала женой Уильяма Стоуртона, 7-го барона Стоуртона. По завещанию отца, Эндрю и Джон должны были поступить на службу к королю, в то время как Джером должен был посвятить себя религии. Через год после казни мужа мать Эндрю вышла замуж за Артура Плантагенета, бастарда короля Эдуарда IV, и позднее родила от него троих дочерей.
О ранней карьере Эндрю известно мало: он прислуживал в доме Томаса Говарда, герцога Норфолка, к 1540 году он стал сотрудником казначейства и конюшим в 1544 году. Отвечая на жалобы в отношении деятельности казначейства 16 октября 1540 года, Норфолк сообщил Тайному совету, что только работу двух человек он находил удовлетворительной — Эндрю Дадли и Эдварда Беллингема. В 1537 году брат Эндрю, Джон, стал вице-адмиралом, позднее лорд-адмиралом Англии; Эндрю, находившийся под покровительством брата, последовал за ним во флот и в 1545 году получил под своё командование новый королевский корабль Swallow. Также, при помощи брата ему удалось получить некоторые земли в Мидлендсе и продвинуться в карьере военного. В марте 1546 года Эндрю совершил свою первую дипломатическую поездку: он доставил регенту Фландрии Марии Испанской в подарок от короля Генриха VIII лошадей породы хакни, борзых и ищеек.

## Служба в Шотландии
В январе 1547 умер король Генрих VIII и на троне оказался его малолетний сын Эдуард VI; регентом при молодом короле стал его дядя герцог Сомерсет. Ранее, в декабре 1543 года, началась война между Англией и Шотландией, прозванная «Грубыми ухаживаниями»; став регентом, Сомерсет планировал возобновить вопрос о браке Эдуарда VI и шотландской королевы Марии, ставший причиной войны. 27 февраля Эндрю был назначен адмиралом флота с «особой ответственностью за все названные военные корабли в Харидже»; в обязанности Дадли входило наблюдение за поведением шотландцев в Северном море и недопущение доставки французами боеприпасов.
7 марта Эндрю захватил шотландский военный корабль Great Lion в Дувре, дав по нему залп из орудий корабля Pauncey, которым повредил кубрик шотландского судна. Французский посол в Лондоне Оде де Сельв получил подробный отчёт о произошедшем от Николя д’Арфевиля, французского художника и картографа. По сообщению д’Арфевиля, Эндрю находился в тридцати милях от Ярмута, когда увидел Great Lion, Lyonesse, Mary Gallante и ещё один неназванный шотландский корабль. Great Lion был подавлен превосходящей огневой мощью, а остальные корабли, за исключением неназванного, сдались. Great Lion был полностью разрушен, когда во время буксировки в Ярмут сел на мель. Все, находившиеся на борту, были арестованы и должны были быть переправлены в Тауэр; известно по меньшей мере об одном знатном пассажире, погибшем во время боя. Тайный совет послал Дадли письмо с благодарностью 10 марта 1547 года за «смелое предприятия против шотландцев», в котором также давались более подробные инструкции того, что дальше должен предпринять Эндрю: ему было велено отправить Pauncey и другие корабли на ремонт, а захваченных людей освободить, за исключением представителей знати и сорока моряков, чьи умения признаны лучшими; остальные освобождённые должны были заплатить выкуп в размере четырёх фунтов с офицера и сорока шиллингов с матроса или моряка.
После выполнения предписаний Тайного совета в отношении команды и пассажиров Great Lion Эндрю отправился на север, где должен был судить лэрдов-протестантов Файфа, убивших в мае 1546 года кардинала Битона и захвативших замок Сент-Эндрюс, в котором держали в качестве заложника Джеймса Гамильтона, сына и наследника шотландского регента графа Аррана. Дадли удалось договориться с лэрдами и подписать контракт, по которому они получали помощь от Англии, чтобы удержать замок «ради лучшего… безопасности их самих и друзей Его Величества в Шотландии и продвижения и завершения переговоров о браке [а также] вечного мира, единства и… естественной любви между двумя государствами». Лэрды также пообещали, что сдадут замок и сына Аррана англичанам по первому их требованию. Однако замок пал в июле 1547 года, что значительно укрепило французское влияние в Шотландии и инициировало английское вторжение.
Эндрю также заключил сделку с Патриком Греем, недовольным шотландским дворянином, которому принадлежал замок Броти — крепость близ Данди. Хронист и свидетель тех событий Уильям Паттен отмечал стратегическую важность Броти: «он так расположен в устье реки Тей, что до него можно легко добраться как от Данди, так и от Перта, и многие другие города зависят от него, иначе им придётся отказаться от использования реки». Летом того года Эндрю также участвовал в морских кампаниях, находясь под командованием лорда Клинтона. 18 сентября, вскоре после битвы при Пинки, Эндрю был посвящён в рыцари лордом-протектором и в благодарность за службу был назначен на должность в личных покоях короля. 20 сентября 1547 года Эндрю был назначен капитаном английского гарнизона замка Броти; 21 сентября лорд Грей оставил замок после трёх символических пушечных выстрелов с английских кораблей. В октябре 1547 года Эндрю в письме жаловался Сомерсету, что «никогда не встречал солдат столь ленивых и любящих только есть и выпивать», вместе с тем отмечая, что «дом достаточно крепок». Однако в действительности замок был не в лучшем состоянии, поэтому была проведена повторная фортификация под руководством итальянского инженера Джованни Россетти, включавшая создания новой платформы для пушек на крыше и укрепление внешней стены.
В конце октября 1547 года Эндрю удалось добиться союзнических бондов от города Данди, обстреляв город орудиями с двух своих кораблей — Bark Ager и Mary Hambroughe. В целях пропаганды протестантской реформации он надеялся распространить в городе Библию Тиндейла. В декабре лорд Грей и лорд Рутвен вели переговоры о сдаче Перта англичанам, однако те так и не заняли город. В это же время подчинённый Дадли Томас Уиндэм по его приказу совершил несколько путешествий по реке Тей в направлении Перта в поисках снабжения. 22 января 1548 года Эндрю отправил Уиндэма в Файф, чтобы сжечь несколько домов; пожар, который должен был организовать Уиндэм, должен был отвлечь осаждающих, чтобы Дадли мог напасть на них с основными войсками. Отвлекающий манёвр удался: шотландские и французские войска воспользовались возможностью, чтобы напасть на Броти, но после «горячей схватки» были отбиты обратно в Данди. 25 января Эндрю повторил трюк с отвлечением, однако он не сработал: когда отряд Уиндэма прорвался в Файф, они оказались в ловушке; погибли десять солдат, ещё двадцать матросов были ранены. В марте 1548 года Дадли вместе с инженером Россетти и Томасом Палмером построил второй форт в Данди, чтобы управлять городом, занятым ранее. На посту капитана гарнизона замка Броти Эндрю сменил племянник Уиндэма Джон Латтрелл. 3 апреля 1548 года Эндрю и Джон Латтрелл были уполномочены Тайным советом согласовать с лордом Греем его годовое пособие, которое колебалось между суммами в шестьсот и тысячу крон.

## Военные и придворные должности
После завершения службы в Шотландии Эндрю под руководством Джона Рассела участвовал в подавлении восстания на западе Англии в августе 1549 года. В октябре 1549 года брат Эндрю Джон сместил с поста регента герцога Сомерсета, что стало началом возвышения семейства Дадли. 24 октября 1549 года Эндрю стал одним из четырёх рыцарей, служивших в личных покоях короля Эдуарда, а спустя две недели (по другим данным — в следующем году) — хранителем Вестминстерского дворца, где он провёл инвентаризацию дворцового имущества короля. На службе в личных покоях Эндрю, как и три других рыцаря, за «особую заботу» о короле получал жалование в размере ста фунтов в год. Получив в январе 1551 года в своё управление личную казну и гардероб короля, Эндрю отвечал за получение и выплату королю наличных и присматривал за «всеми драгоценностями… и другими вещами во дворце».
5 января 1551 года Эндрю сменил на должности капитана крепости Гин в Кале сэра Джона Уоллопа. Однако он понёс большие долги «по своей службе», и в начале 1552 года ввязался в спор с лордом-заместителем Кале Уильямом Уиллоуби относительно полномочий последнего в Гине. В январе 1552 года оба они были отозваны в Англию, где 6 октября предстали перед Тайным советом, который постановил им обоим покинуть их посты для прекращения вражды. В 1552 году, ещё до прекращения службы в Кале, Эндрю исследовал побережье в Портсмуте и остров Уайт с целью укрепления их обороны. 28 декабря 1552 года государственный секретарь Уильям Сесил предложил назначить Эндрю послом во Францию или к императору Карлу V.
17 марта 1552 или 1553 года Эндрю был посвящён в рыцари ордена Подвязки и в том же месяце был избран членом парламента от Оксфордшира. К августу 1553 года Эндрю был весьма обеспеченным человеком с годовым доходом в сто шестьдесят фунтов.

### Дипломатическая миссия
В конце 1552 года Эндрю приступил к выполнению дипломатической миссии, целью которой было сделать короля Эдуарда VI посредником при заключении мира между Францией и Священной Римской империей. В начале 1553 года он отправился в Брюссель, где 8 января встретился с Марией Испанской, с которой был знаком с 1546 года. Эндрю не терпелось лично переговорить с императором и он попытался перехватить его на пути во Фландрию. Сначала в Трире он встретился с английским послом Ричардом Моррисоном, который не был осведомлён о планах короля. Император Карл V, имевший проблемы со здоровьем, не был расположен к общению с досаждавшими ему дипломатами в пути, однако Моррисон всё же организовал встречу в Люксембурге, о которой позднее император несколько раз вспоминал при общении с англичанами. Ещё одна встреча состоялась 11 февраля в Брюсселе; Эндрю был принят императором как старый друг. На предложение о мире Карл V ответил уклончиво, заявив, что он и сам склоняется к нему, но не может доверять французскому королю. По возвращении в Англию Эндрю получил аудиенцию у Эдуарда VI 19 февраля; имперский посланник Ян Схейве сообщал, что Дадли был весьма сдержанным и упомянул только о подарке, полученном от императора.

## Брачные планы. Падение Дадли
В апреле 1553 года по приказу короля Эдуарда VI Эндрю отвечал за доставку драгоценных тканей и бархата в столицу, предназначавшихся для празднования свадьбы племянника Эндрю Гилфорда и любимой кузины короля Джейн Грей, которая состоялась 25 мая того года. В июне имперский посол Ян Схейве сообщал, что Эндрю собирается жениться на Маргарет Клиффорд — внучке Марии Тюдор, вдовствующей королевы Франции, и кузине Джейн Грей, также имевшей права на английскую корону; он также сообщал, что Дадли станет генерал-губернатором Севера. Эндрю успел зарезервировать несколько предметов из королевского гардероба в Вестминстере для свадьбы: некоторые драгоценности, серебряные и позолоченные кубки, щётки для волос, бархатный собачий ошейник и пару картин, изображавших «Диану и Актеона». Однако брачным планам Эндрю не суждено было сбыться: король Эдуард VI умер 6 июля 1553 года, назвав перед смертью своей наследницей Джейн Грей, что спровоцировало кризис престолонаследия и последующее падение Дадли.
В июле, когда Джон Дадли выступил против принцессы Марии, заявившей о незаконности пребывания на троне Джейн Грей и своём праве на английский престол, сам Эндрю собрал в Вэре, Хартфордшир, войско, численностью пять сотен человек. О дальнейших действиях Эндрю во время кризиса неизвестно. 20 июля Мария при поддержке Тайного совета и лондонского самоуправления была провозглашена королевой. Предположительно, Эндрю был арестован вместе с братом в Восточной Англии; 25 июля он был помещён в Тауэр. Обвинённый в участии в восстании и измене Эндрю предстал перед судом в числе других обвиняемых в Вестминстер-холле 19 августа 1553 года; он признал вину и просил только о том, чтобы его драгоценности, находившиеся в ведении коллегии королевского гардероба, не были утеряны. Как и другие мужчины, Эндрю был приговорён к смерти путём повешения, потрошения и четвертования в Тайберне. 21 августа, за день до казни брата, Эндрю увиделся с Джоном, когда в числе других осуждённых был доставлен на мессу в часовню Святого Петра в оковах.
Эндрю оставался в заключении до января 1555 года. В апреле он получил формальное прощение от королевы и ежегодную пенсию в размере £100; кроме того, Эндрю сохранил некоторое имущество, которое ранее должно было быть конфисковано по обвинению в измене, и было оценено в 1553 году в £555. Он поселился в Лондоне в доме на Тотхил-стрит, где оставался до конца жизни. 21 июля 1556 года страдавший некой серьёзной болезнью бездетный Эндрю подписал завещание, по которому передавал всё своё имущество племянникам Амброузу и Роберту Дадли, а также мужу племянницы Мэри, Генри Сидни, и другим родственникам. Эндрю умер в Лондоне в 1559 году незадолго до того, как 22 ноября была исполнена его последняя воля. Похоронен вероятно в Вестминстере.

## Герб
Герб Эндрю Дадли основан на элементах герба его отца и баронов Лайл. Щит окружён лентой ордена Подвязки: в лазоревом поле золотая надпись Honi soit qui mal y pense [Пусть стыдится подумавший плохо об этом]. Щит, трижды рассечённый и дважды пересечённый, обременён лазоревым полумесяцем — символом второго сына: в первой части — в золотом поле зелёный восстающий леопард, вооружённый червленью [герб Дадли], в верхнем правом углу кресчент [лежащий полумесяц]; во второй части — в золотом поле два лазоревых крадущихся леопарда один над другим [герб Сомери/Дадли из Дарема]; в третьей части — щит с серебряным титлом разделён на шесть серебряных и лазоревых поясов, глава щита обременена тремя червлёными кругами [герб Элизабет Грей, баронессы Лайл]; в четвёртой части — в золотом поле червлёный рукав [герб Гастингсов]; в пятой части — щит пересечён на восемь серебряных и лазоревых частей и окантован червлёными мартлетами [герб Валансов, графов Пембрука]; в шестой части — в червлёном поле золотой восстающий леопард, щит окантован золотой фигурной каймой [герб Талботов, баронов и виконтов Лайл]; в седьмой части — в червлёном поле золотой пояс в сопровождении шести перекрещенных золотых крестов [герб Бошанов, графов Уорика]; в восьмой части — в шахматном золотом с лазоревым поле горностаевое стропило [герб де Бомонов, бывших графов Уорик-Ньюбурга]; в девятой части — в червлёном поле серебряное стропило, окружённое серебряными перекрещёнными крестами [герб Элизабет Беркли, баронессы Лайл]; в десятой части — в червлёном поле серебряный крадущийся коронованный золотом леопард [герб Лайлов, баронов Лайл из Кингстон Лайла]; в одиннадцатой части — в золотом поле чёрный пояс между двумя чёрными стропилами [герб де Лайлов, баронов Лайл из Ружемонта]; в двенадцатой части — в золотом поле червлёное стропило [герб Стаффордов].